# 世界を敵に回しても
『世界を敵に回しても』（せかいをてきにまわしても）は、斉藤倫による日本の漫画作品。
『デラックスマーガレット』（集英社）で2005年7月号から2007年11月号まで連載されていた。単行本は全4巻が刊行されている。

## あらすじ
高校1年生の梢子は、母の再婚により、義理の兄になった2歳年上の喬と出会う。同級生の葉平と何となく付き合っていた梢子だが、喬の存在が梢子の心を揺さぶり始める。

## 登場人物
香村／杜田 梢子（かむら／もりた しょうこ）
小学3年生の時に父が亡くなって以来、母と二人暮らし。
杜田 喬（もりた きょう）
18歳。チキという名の文鳥を飼っている。月名のことが好き。
篠原 葉平（しのはら ようへい）
梢子のクラスメイト。梢子とは中学3年生の時に塾で出会った。
香村／杜田 由子（かむら／もりた ゆうこ）
梢子の母。昼も夜も仕事をして母子家庭を支えてきた。
杜田（もりた）
梢子の母の再婚相手。結婚は3回目。
杜田 月名（もりた つきな）
杜田の長女。喬の異母姉。